# Los Siete Sabios de México
Los Siete Sabios de México, zu Deutsch „Die sieben Weisen von Mexiko“, ist der Titel eines 1950 erschienenen Biografiewerkes des mexikanischen Autors und Politikers Luis Calderón Vega über die sieben Gründungsmitglieder der Sociedad de Conferencias y Conciertos.

## Titel und Inhalt des Buches
Calderón wählte den Titel in Anlehnung an die Sieben Weisen von Griechenland, nicht im direkten Bezug auf die sieben beschriebenen Personen. Die aufgrund des Buchtitels später als sogenannte „sieben Weise“ bezeichnete Personengruppe wird auch als „Generation von 1915“ bezeichnet. Zu ihnen zählen:
- Alfonso Caso y Andrade, Archäologe, Jurist, Politiker und Rektor der Universidad Nacional Autónoma de México (UNAM),
- Antonio Castro Leal, Experte englischer und mexikanischer Literatur und Rektor der UNAM,
- Manuel Gómez Morín, Gründer der Partido Acción Nacional (PAN) und Rektor der UNAM,
- Vicente Lombardo Toledano, bekannter mexikanischer Arbeiterführer, Partei- und Universitätsgründer,
- Jesús Moreno Baca, Jurist,
- Alberto Vázquez del Mercado, Richter am Suprema Corte de Justicia de la Nación (SCJN) und
- Teófilo Olea y Leyva, Richter am SCJN.

## Die Sociedad de Conferencias y Conciertos
Die Sociedad de Conferencias y Conciertos (dt.: Gesellschaft für Konferenzen und Konzerte) wurde 1916 zur Förderung des kulturellen Bewusstseins der Studenten gegründet. Neben den Gründungsmitgliedern schlossen sich später auch Narciso Bassols, Luis Enrique Erro, Daniel Cosío Villegas, Juvencio Ibarra, Miguel Palacios Macedo und Manuel Toussaint der Sociedad de Conferencias y Conciertos an.